# Filistàtids
Els filistàtids (Filistatidae) són una família d'aranyes araneomorfes. Fou descrita per primera vegada per A. Ausserer l'any 1867.
Són aranyes haplogines primitives amb cribel i calamistre (calamistrum). Els quelícers són petits; el cefalotòrax és voluminós, d'aspecte vellutat. Tenen vuit ulls, que estan disposats en un agrupament compacte. La teranyina té la forma de tub envoltat d'un coll de fils calamistrats. Es poden trobar a les cases.
Algunes espècies tenen una vida força llarga, passant dels cinc anys de vida i, com és habitual, les femelles viuen més temps que els mascles.

## Sistemàtica
Segons el World Spider Catalog amb data de 2 de febrer de 2019, aquesta família té reconeguts 19 gèneres i 172 espècies. El creixement dels darrers anys és considerable, ja que el 21 de desembre de 2006 hi havia reconeguts 16 gèneres i 106 espècies.

### Filogènia
Sobre la base de les característiques dels genitals masculins i femenins, la família es va situar dins el grup de les aranyes haplogines (Haplogynae), generalment com el tàxon germà dels altres membres del grup. Tanmateix, a diferència de les altres haplogines, els filistàtids són aranyes cribel·lades i no mostren una disminució en el nombre de segments de les fileres laterals. Tenen altres característiques que han estat considerades com a "primitives": un intestí amb forma de M, només la pota IV es mou mentre es teixeix la seda i el pulmó en llibre posterior segueix present en els exemplars joves. Un estudi de 2013 basat en evidències moleculars va situar la família com a propera a un clade format pels hipoquílids (Hypochilidae) i les altres haplogines. La posició filogenètica precisa de la família es va descriure el 2014 com "un dels problemes més enigmàtics de la filogènia de les aranyes".
Un estudi de l'any 2015, basat en dades genòmiques, col·loca els filistàtids amb els hipoquílids (Hypochilidae) en un clade fora de la majoria de les famílies prèviament ubicades dins les haplogines.
|  | \| \| Hypochilidae \| \| \| \| \| \| Filistatidae \| \| \| \| |
|  |                                                               |
|  | la majoria de les altres haplogines "tradicionals"            |
|  |                                                               |
|  | Hypochilidae                                                  |
|  |                                                               |
|  | Filistatidae                                                  |
|  |                                                               |

|  | Hypochilidae |
|  |              |
|  | Filistatidae |
|  |              |

|  | Leptonetidae |
|  |              |
|  | Entelegynae  |
|  |              |

|  | \| \| Hypochilidae \| \| \| \| \| \| Filistatidae \| \| \| \| |
|  |                                                               |
|  | la majoria de les altres haplogines "tradicionals"            |
|  |                                                               |
|  | Hypochilidae                                                  |
|  |                                                               |
|  | Filistatidae                                                  |
|  |                                                               |

|  | Hypochilidae |
|  |              |
|  | Filistatidae |
|  |              |

|  | Leptonetidae |
|  |              |
|  | Entelegynae  |
|  |              |

Aquesta ubicació suggereix que les característiques que es consideren "primitives" per a les aranyes araneomorfes, en el seu conjunt (com intestí amb forma de M) podrien ser en realitat característiques derivades de (Sinapomorfia|sinapomorfies) del clade Hypochilidae-Filistatidae.

### Gèneres
Segons el World Spider Catalog amb data de 21 de febrer de 2019 hi ha els següents gèneres:
- Afrofilistata Benoit, 1968 – Àfrica occidental i central
- Andoharano Lehtinen, 1967 – Namíbia, Madagascar
- Antilloides Brescovit, Sánchez-Ruiz & Alayón, 2016 – Cuba, Mèxic, Puerto Rico, Illes Verges
- Filistata Latreille, 1810 – Macaronèsia, Mediterrani des d'Euràsia fins al Japó
- Filistatinella Gertsch & Ivie, 1936 – EUA, Mèxic
- Filistatoides F. O. Pickard-Cambridge, 1899 – Guatemala, Cuba, Xile
- Kukulcania Lehtinen, 1967 – Amèrica, especialment Perú, Xile, Mèxic i EUA
- Lihuelistata Ramírez & Grismado, 1997 – Argentina
- Microfilistata Zonstein, 1990 – Turkmenistan, Tadjikistan
- Misionella Ramírez & Grismado, 1997 – Brasil, Argentina
- Mystes Bristowe, 1938 – Malaisia
- Pholcoides Roewer, 1960 – Afganistan
- Pikelinia Mello-Leitão, 1946 – Argentina, Colòmbia, illes Galápagos, el Brasil
- Pritha Lehtinen, 1967 – Macaronèsia, Mediterrani des d'Euràsia fins a la Xina i Nova Guinea
- Sahastata Benoit, 1968 – Mediterrani fins a l'Índia
- Tricalamus Wang, 1987 – Afganistan, Xina, Palau, illes Ogasawara, arxipèlag Okinawa
- Wandella Gray, 1994 – Austràlia
- Yardiella Gray, 1994 – Austràlia Occidental
- Zaitunia Lehtinen, 1967 – Egipte, Afganistan, Iran, Israel, Tadjikistan, Uzbekistan

### Superfamília Filistatoidea
Els filistàtids eren l'única família dins l'antiga superfamília dels filistatoïdeus (Filistatoidea). Les aranyes, tradicionalment, havien estat classificades en famílies que van ser agrupades en superfamílies. Quan es van aplicar anàlisis més rigorosos, com la cladística, es va fer evident que la major part de les principals agrupacions utilitzades durant el segle XX no eren compatibles amb les noves dades. Actualment, els llistats d'aranyes, com ara el World Spider Catalog, ja ignoren la classificació de superfamílies.